# Patos do Piauí
Patos do Piauí är en kommun i Brasilien.   Den ligger i delstaten Piauí, i den östra delen av landet, 1 200 km nordost om huvudstaden Brasília. Antalet invånare är 6 106.
Omgivningarna runt Patos do Piauí är huvudsakligen savann. Runt Patos do Piauí är det mycket glesbefolkat, med 7 invånare per kvadratkilometer.